# Есекс Џанкшон (Вермонт)
Есекс Џанкшон (енгл. Essex Junction) град је у америчкој савезној држави Вермонт.

## Демографија
По попису из 2010. године број становника је 9.271, што је 680 (7,9%) становника више него 2000. године.
| Група             | 2000.         | 2010.         |
| Белци             | 8.139 (94,7%) | 8.371 (90,3%) |
| Афроамериканци    | 59 (0,7%)     | 155 (1,7%)    |
| Азијати           | 203 (2,4%)    | 362 (3,9%)    |
| Хиспаноамериканци | 98 (1,1%)     | 187 (2,0%)    |
| Укупно            | 8.591         | 9.271         |